# White Pop Jesus
White Pop Jesus è un film italiano del 1980 diretto da Luigi Petrini.

## Trama
Jesus è un giovane, fuggito da un manicomio, convinto di essere il Messia, ritornato sulla terra: emerge dalle acque del mare a Taranto, vestito di bianco. Viene subito scippato da alcuni ragazzi in motorino nella vicina Villa Peripato, ma basta una sua parola e gli scippatori vanno a sbattere contro un albero.
Conosce una bella ragazza, Lattuga Pop, sorella di un commissario di polizia, Vito Ragione, la quale – però - fa parte della banda di Play Boy Smith. Lei si innamora di Jesus: i due cantano in coppia, poi Lattuga Pop cerca di baciarlo, ma Jesus si divincola e fugge nel quartiere.
Un uomo fa lo sciopero della fame, la gente tutta intorno gli offre soldi, poi Jesus lo fa alzare e spuntano panini e cibi.
Lattuga Pop segue Jesus insieme ad altre ragazze. Si forma un gruppo di seguaci, insieme al giovane Gabriele, con due ragazze travestite da suore, ma armate: stanno organizzando un attentato terroristico. Le donne lo minacciano, ma vengono convertite dal predicatore.
Poi tutti fanno ingresso a Taranto per portare la buona novella. Jesus percorre a piedi le strade principali, seguito da un gruppo di ragazzi; poi cavalca un asino e si forma un corteo.
Un ragazzo di un centro sociale, con la chitarra, chiede qualcosa da mangiare. Jesus entra nel panificio e compra del cibo, ma quando glielo porge, il ragazzo chiama un gruppo di amici, che assaltano il negozio per la spesa proletaria. Jesus soccorre un drogato che gli si para davanti per strada, poi entra in una grotta, dove i ballerini circondano una ragazza, che inizia a ballare con lui ma si trasforma in una enorme siringa.
Jesus organizza un concerto ai giardinetti: sale sul palco e canta Che ti manca fratello? ad un folto pubblico di giovani. Ma il commissario Ragione è a caccia della banda di Play Boy Smith, mentre il boss cerca Lattuga Pop. Jesus viene tradito da Stella Young e dovrà essere riportato nel manicomio.

## Produzione
Il film è tutto girato e ambientato a Taranto e si avvale delle musiche di Alberto Mandolesi, Franco Bixio e Vince Tempera, su dischi incisi dalla EMI Italiana. Particolari la coreografia ed i balletti di Don Lurio. Del cast fa parte anche l'attore barese Luca Sportelli.

## Distribuzione
L'anteprima del film si tenne al Teatro Sistina a Roma con intervento di attori e regista.  Sui manifesti appare il titolo: White “Pop” Jesus. In Spagna è stato distribuito con il titolo El profeta pop.